# روبرت موراي (نحات)
روبرت موراي هو نحات كندي، ولد في 2 مارس 1936 في فانكوفر في كندا.

## وصلات خارجية
- روبرت موراي على موقع الموسوعة البريطانية (الإنجليزية)